# Лайка (порода)

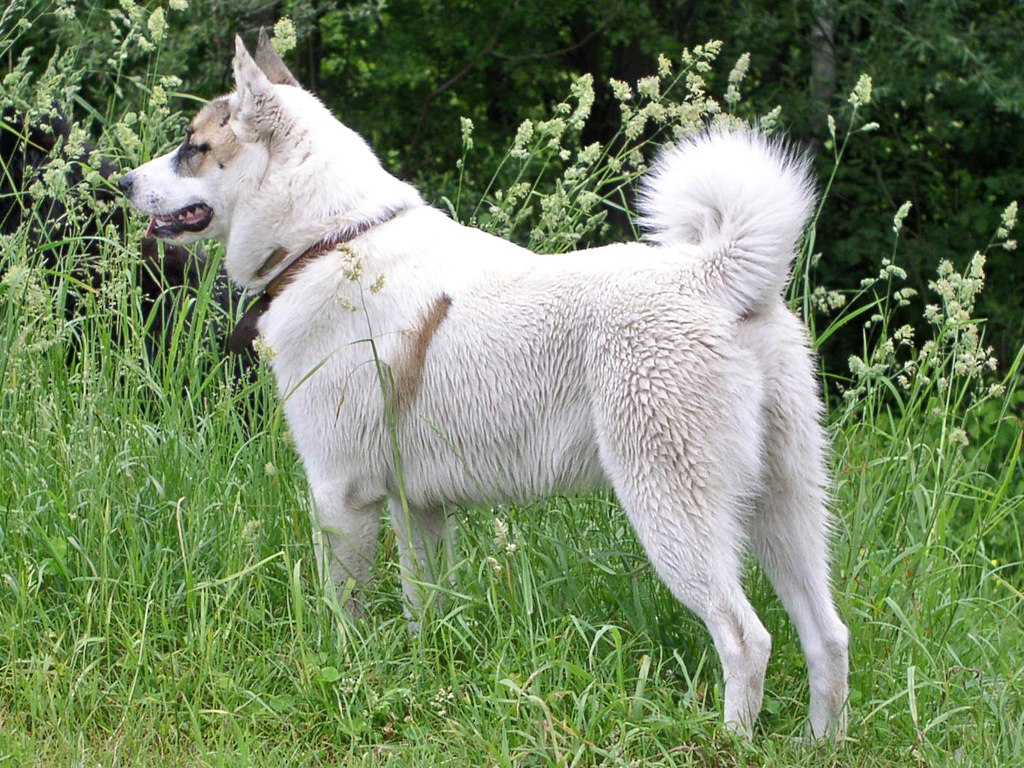
Західносибірська лайка

Лайка — загальна назва порід мисливських собак Сибіру, входить до секції шпіців. Використовувались жителями тундри задля полювання та пересування. Українська назва «лайка» пішла від слова, яке позначало ненормативну лексику. Лайки багато гавкають.
Лайок використовують для полювання  
на ведмедів, хутрових звірів (вивірок, соболів, куниць тощо), копитних тварин (лосів), на лісову і водоплавну дичину. Розшукавши звіра чи птицю, лайка привертає їхню увагу гавкотом і затримує до моменту приходу мисливця. Звіра чи птицю переслідує мовчки.
Лайка має голову клиноподібної форми, стоячі загострені вуха, загнутий кільцем хвіст. Зріст в загривку від 38 до 63 сантиметрів. Шерсть пряма, підшерсток густий, забарвлення варіюється залежно від породної групи.

## Породи
Офіційно існує три породи лайок:
- Західносибірська лайка
- Російсько-європейська лайка
- Східно-Сибірська лайка

Лайка також близько споріднена з породою фінський шпіц, яку в Росії часто називають карело-фінською лайкою, або фінською лайкою.

### Карело-фінська лайка (Karelo-Finnish Laika)
Предки фінів з давніх часів розводили красивих, рухливих мисливських псів, які надалі були названі
Суоменпістікорва — фінською пташиною лайкою (зараз це фінський шпіц). Карело-фінська ж лайка була створена наприкінці 50-х років у Ленінграді та Москві. Піком розвитку породи були 50-ті — початок 60-х і кінець 70-х років. Висота у холці у псів 42-48 сантиметрів, у сук 40-46 сантиметрів. Карело-фінська лайка дуже збудлива, рухлива і азартна. Довжина черепа тварини дорівнює або трохи більша ніж його ширина. Хвіст закручений кільцем або в тугому завитку.
Забарвлення руде всіх відтінків (блідо-рудий — небажаний). Забарвлення не однотонне, нижні частини тулуба і хвоста
завжди світліші, ніж спина і голова. Допускаються білі відмітини і плями на грудях, животі, кінчику хвоста і на ногах, чорна маска на морді, окремі чорні волоски на спині і верхній стороні хвоста.
Карело-фінська лайка — найдрібніша з усіх порід Російських лайок, невеликого зросту, міцна і рухома. Пси цієї породи вимагають м'якого звернення, дуже образливі, не переносять побоїв.
Карело-фінська лайка служить для видобутку дрібних хутрових звірів і птахів. Володіє виключно тонким слухом, що дозволяє ефективно працювати з боровою дичиною, білкою і куницею. Відомі випадки використання карело-фінської лайки для полювання на копитних і ведмедя.

### Фінська лайка (Finnish spitz)
Дрібна фінська лайка яскраво-рудого забарвлення здавна відома фінським мисливцям. У минулому столітті вона була звичайною дворовою собакою сільських жителів Фінляндії, особливо її північних районів. З такими собаками полювали на дрібних хутрових звірів і борову дичину.
Сучасний тип фінської лайки почав створюватися з кінця 20-х років 20 сторіччя і остаточно сформувався в 50-х роках.
Фінська лайка — невелика, суха, легка, дуже жива і рухома собака.
Висота псів у загривку 44-50 сантиметрів, сук 39-45 сантиметрів.
Найбільш бажаний зріст для псів 46-47 сантиметрів, для сук 42-43 сантиметри.
Для цього фінського шпіца типовим є яскраво-руде або жовтувато-коричневе забарвлення.
Білі відмітини, що зустрічаються у фінських лайок у вигляді дрібних плям, допускаються на грудці і пальцях лап.
Вуха невеликі, дуже рухливі, поставлені хоча і високо, але широкувато.
Хвіст у фінської лайки кільцем. Стандартом фінської лайки вважається такий завиток хвоста: від основи він загинається вперед до голови, потім вниз і назад, досягаючи кінцем боку стегна.
Фінські лайки часто прихильні до свого власника й недовірливі до незнайомих. Вони люблять свободу, дуже образливі і не терплять грубого ставлення до себе.
Жорстоко покарана хоча б раз, фінська лайка стає полохливою і боїться господаря. З фінською лайкою можна полювати на багато видів звірів і птахів, але найкраще вони працюють з боровою дичиною. Істотні недоліки породи — багато з них неохоче йдуть у воду і бувають надмірно збудливі.

### Карельська ведмежа лайка (Karelian Bear Dog)
Облік собак цієї породи у Фінляндії почався з 1936 р. Як порода карельська ведмежа лайка була офіційно визнана скандинавськими клубами і FCI (Міжнародною кінологічної організацією) у 1946 році.
Зовні карельська ведмежа лайка дуже схожа на російсько-європейську. Ця схожість не є випадковою, так як початковим матеріалом для створення фінськими кінологами карельської ведмежої лайки послужили лайки з Карелії.
Карельська ведмежа лайка — собака середнього зросту, міцної статури, сильна і смілива.
Висота псів у загривку 54-60 сантиметрів, сук 49-55 сантиметрів.
Забарвлення чорне, зазвичай з білими плямами і мітками на голові, шиї, грудці, животі і ногах. Стандартом допускаються біле з чорним, сіре і сіро-рябе забарвлення.
Голова карельської ведмежої лайки за формою нагадує тупий конус.
Вуха середнього розміру, поставлені широко і з невеликим нахилом вперед. Погляд насторожений, часто палаючий.

### Безхвоста карельська ведмежа лайка (Карельська ведмежа собака)
Раніше з найкращими представниками цієї породи полювали на ведмедя, від чого і пішла назва породи. Добре розвинений тулуб по довжині дещо більший ніж висота в загривку. Кінцівки сухі і міцні. Суглоби задніх кінцівок дещо випрямлені.
Хвіст кільцем загнутий на спину або притиснутий до стегна.
Серед карельських ведмежих лайок зустрічаються собаки безхвості і майже безхвості, з хвостом завдовжки 4-5 сантиметрів, що нагадує рисячий.
Кількість цуценят, які народжуються безхвостими, досить велика і становить 10-15%.
Куцехвостість поки що допускається стандартом цієї породи, хоча і вважається небажаною.
Шерсть карельської ведмежої лайки, утворена густим, м'яким підшерстям і довшою, грубуватою шерстю, прилегла.
Для карельської ведмежої лайки характерні сміливість, збудливість і впертість.
До власників ці собаки зазвичай налаштовані дружньо і віддані їм.
Карельська ведмежа лайка агресивна до інших собак і часто вступає в бійки. Тому з цими собаками полюють поодинці.
За мисливськими властивостями карельська ведмежа лайка є типовою звіровою собакою.
Вона підтримує тісний контакт з мисливцем і не тікає занадто далеко під час переслідування звіра.

### Норботтенська лайка (Norrbottenspets)
Свою назву ця порода отримала від найменування північної шведської провінції Норботтен, де цих лайок здавна тримали сільські жителі і використовували їх на полюванні.
Норботтенська лайка, очевидно, найдрібніша серед усіх порід мисливських лайок. Це дуже жива, рухлива, суха і легка собака.
Ідеальна висота в загривку для псів 44 сантиметри, для сук 41 сантиметр.
Для отримання собакою вищої оцінки допускаються відхилення від ідеальної висоти в загривку в межах + / — 2 сантиметри.
Бажане забарвлення норботтенської лайки — білий зі світло-жовтими або темно-рудими плямами.
Допускається й інше забарвлення, хоча воно менш бажане.
Погляд у норботтенської лайки уважний і насторожений.
Хвіст загнутий кільцем на спину або притиснутий до стегна. У породі зустрічаються безхвості собаки.
Стандартом вони допускаються, але небажані. Шерсть середньої довжини прилеглого типу.
Норботтенська лайка енергійна і смілива, дружелюбно відноситься до людини. Використовують цю лайку для полювання на птицю.

### Норвезька сіра лосина лайка (Norwegian Elkhound)
Очевидно, це одна з найстаріших скандинавських порід мисливських лайок.
На виставці норвезькі лосині лайки вперше були показані в Норвегії в 1879 р. Незабаром цю породу офіційно визнали норвезький і шведський кінологічні клуби.
Норвезька лосина лайка — збита, міцна собака трохи нижче середнього зросту. Ідеальна висота в холці для псів 52 сантиметрів, для сук 49 сантиметрів.
Шерсть пишна.
Забарвлення зонарно-сіре із слабким охристим відтінком і з чорними вершинами. Поперек тулуба, за лопатками, добре виражена неширока світловата смуга. Морда і вуха собаки темні.
Стандарт породи висуває суворі вимоги до окрасу. Всі відхилення від сірого забарвлення, як і надміру темний або надміру світлий сірі забарвлення, а також жовті і білі плями й відмітини не допускаються.
Морда у норвезької лосиної лайки не довга, біля основи досить широка, рівномірно звужується до кінця, не загострена.
Вуха загострені, поставлені високо, порівняно невеликі. Їх висота трохи перевищує ширину біля основи.
Норвезька лосина лайка — смілива і спокійна собака, без надмірної агресивності, але при нападі вміє постояти за себе і не буває заляканою.
У спілкуванні з людиною проявляє дивовижне поєднання незалежності і прихильності до господаря.
Собаки цієї породи кмітливі і чутливі як до ласки і похвали, так і до покарання.
Одна з особливостей сірої норвезької лосиної лайки — відсутність у неї специфічного собачого запаху.
З собаками норвезької лосиної лайки можна полювати на різноманітну дичину: лося, ведмедя, рись, на дрібних хутрових звірів і птицю. Зараз з ними полюють тільки на лосів. Цих лайок, завдяки їх спокійному характеру, можна застосовувати на полюванні в парі і навіть полювати з декількома собаками.

### Чорна норвезька лосина лайка (Norwegian Elkhound black)
Крім широко відомої і дуже популярної норвезької лосиної лайки сірого забарвлення, яку в Скандинавії зазвичай називають Elghund (елькгунд), а в інших країнах Norwegian Elk-hound, в Норвегії є лайка чорного забарвлення, яку використовують для полювання на лосів.
Чорна норвезька лосина лайка нижча середнього зросту, з коротким тулубом.
Висота псів у загривку 45-50 сантиметрів, сук трохи менше.
Шерсть прилеглого типу, підшерсток темний.
Забарвлення шерсті блискуче-чорне. На грудці і на лапах допускаються дрібні білі відмітини. Морда у чорної норвезької лосиної лайки не довга, з верхнім прямим профілем.
Вуха загострені, дуже рухливі, довжина вух більша ніж ширина біля основи.
Коли собака відпочиває або її пестять, вона притискає або розпускає вуха в сторони.
Хвіст короткий, закручений в тугому завитку. Куцохвостість допускається стандартом, але небажана.
За характером чорна норвезька лосина лайка жвава, енергійна, смілива собака.

### Емтландська лайка (Jamthund)
Як самостійна порода емтландська лайка існує віднедавна.
Свою назву вона отримала за найменуванням провінції Емтланд, яка розташована в середній Швеції та межує з Норвегією. У Скандинавських країнах ця порода також відома під назвою велика шведська лосина лайка (Grosser Schwedischer Elkhund).
Емтландська лайка є породною групою від норвезької лосиної лайки, визначеної самостійною породою в 1946 році.
Емтландська лайка — це собака вища середнього зросту, міцна, але не важка, рухлива, енергійна але й спокійна.
Висота псів у загривку 58-63 сантиметрів, сук 53-58 сантиметрів.
Шерсть на нижній стороні хвоста густа, рівна, без підвісу.
Забарвлення від темно-сірого до світло-сірого.
Щоки, морда, грудка, нижні частини ніг і хвоста зазвичай кремового кольору, що типово для цієї породи.
Погляд у емтландської лайки насторожений і в той же час спокійний.
Вуха дуже рухливі, загострені й великі. Їх висота перевищує ширину біля основи.
Хвіст добре загнутий у кільце і притиснутий до спини.
Емтландську лайку використовують для полювання на лосів.

### Норвезький бугунд (Norwegian Buhund)
Крім звірових лайок, в Норвегії були виведені лайки для полювання на дрібних звірків. До них належить норвезький бугунд, з яким полювали так само, як і з фінською лайкою.
Норвезький бугунд — собака середнього зросту сухого типу статури. Зріст псів у загривку близько 45 сантиметрів, сук трохи нижче. Шерсть прилеглого типу. Забарвлення шерсті одноколірне, світло-руде, руде або червонувато-сіре. Допускаються невеликі білі відмітини на грудці і ногах, а також «зірочки» на голові. Вуха загострені, рухливі, їх висота трохи більша ніж ширина біля основи. Хвіст зазвичай загнутий в тугому кільці на спину.

### Люнне (Lundehund)
Раніше люнне широко вкористовувалися жителями окремих районів на півночі Норвегії для полювання на тупиків — представників морських колоніальних птахів, що відносяться до чистикових (Lundehund в перекладі з норвезького означає «собака для полювання на тупиків»).
У 1943 р. порода була офіційно визнана скандинавськими клубами і FCI.
Люнне зустрічаються в невеликій кількості тільки в північних районах Норвегії.
Люнне — дрібна (близько 6 кілограмів) лайкоподібна собака.
Висота в загривку псів 32-36 сантиметри, сук 30-34 сантиметри.
Шерсть прилегла, складається з порівняно довгих, прямих, грубуватих волосків і густого підшерстя.
Забарвлення чорне, сіре, руде у поєднанні з білими плямами різного розміру.
Вуха у люнне досить широкі біля основи, стоячі, трикутної форми, з загостреними вершинами.
Хвіст досить короткий. Собака носить його кільцем, притиснутим до спини або до боку.
Ця порода вважається дружньою і грайливою.

### Гренландський їздовий собака (Greenland Dog)
Вище середнього зросту, міцна і сильна лайкоподібна собака.
Зріст псів у загривку 60 сантиметрів, сук трохи менше.
Шерсть такого ж типу, як у більшості лайок.
Забарвлення у гренландської їздової собаки буває різним, але переважно однотонне, чорне, буро-руде, сіре всіх відтінків, зазвичай з невеликими білими мітками.
Хвіст загнутий у кільце і притиснутий до спини або до стегна.
Гренландський собака використовується в основному для роботи в упряжці. Гренландські ескімоси за допомогою цих собак нерідко добувають білих ведмедів.

### Ісландська пастуша лайка (Iceland Dog)
Дрібна і легка лайкоподібна собака.
Голова досить широка в черепній частині з короткуватою, загостреною мордою.
Вуха невеликі, широкуваті біля основи, загострені.
Хвіст в тугому кільці притиснутий до спини.
Шерсть, така ж сама, як у більшості лайок.
Забарвлення біле з рудими плямами, золотисте, світло-руде з чорними вершинками.
Зріст становить 38 — 46 сантиметрів.
Ісландська пастуша лайка застосовується для випасу овець.